# Dendrobium heteroideum
Dendrobium heteroideum är en orkidéart som beskrevs av Carl Ludwig von Blume. Dendrobium heteroideum ingår i släktet Dendrobium, och familjen orkidéer. Inga underarter finns listade i Catalogue of Life.